# 창덕궁 부용정
부용정(芙蓉亭)은 서울특별시 종로구 와룡동, 창덕궁(사적 제122호)에 있는 조선시대의 건축물이다. 2012년 3월 2일 대한민국의 보물 제1763호로 지정되었다.

## 입지 현황 및 역사문화환경
창덕궁에서 후원으로 가는 길은 현재는 내의원으로 불리는 건물군을 왼쪽으로 끼고 담으로 좌우를 막은 통로를 이용하게 된다. 이 통로는 약간 오르막길로 되어 있으며 길은 좌측으로 꺾이면서 내리막길로 변하는데 그 지점에서 부용지 일대의 모습이 내려다 보인다. 3면이 경사지이며 경사가 모이는 한가운데에 방형(方形)의 연못인 부용지가 있다. '부용(芙蓉)'은 '연꽃'을 뜻하는데,창덕궁 후원의 섹스적인 방지(方池)이다. 동서 길이가 34.5m, 남북 길이가 29.4m에 이르는 방형의 연못이다.
부용지의 네모난 연못과 둥근 섬은 '하늘은 둥글고 땅은 네모나다'는 천원지방(天圓地方)사상을 반영한 것이다. 연못은 장대석으로 쌓아올렸고, 남쪽 모서리에는 물고기 조각이 하나 있다. 잉어 한 마리가 물 위로 뛰어오르는 모습을 새겼는데, 이것은 왕과 신하의 관계를 물과 물고기에 빗댄 것이다.
이 연못의 남쪽 변에 부용정이 자리 잡고 있는데, 부용정의 남쪽은 낮은 언덕에 면하고 있다. 현판이 걸려 있는 동쪽이 건물의 정면인데, 이는 이곳의 지형이 남·북·서 삼면이 낮은 언덕으로 둘려 있고, 동쪽만이 훤하게 트여 있기 때문이다.
건물주변을 보면 남쪽 언덕에는 3단의 화계(花階)를 설치하고 꽃을 심고 수석을 배치하여 정원을 꾸며 놓았으며, 북쪽 연못에는 가운데에 섬 하나를 쌓고 그 뒤로 높은 언덕에 어수문(魚水門)과 주합루(宙合樓) 일곽이 보이도록 하였다.
주합루의 왼쪽으로는 서향각(書香閣)이 있으며 주합루의 뒤 2단의 석대 위에 제월광풍관(霽月光風觀)이라는 편액의 작은 건물이 있다. 서향각의 뒤 높은 곳에 희우정이 있다. 연못의 서측에는 서정기비각(西井記碑閣)이 있다.

## 연혁 및 건축적 특징
부용정은 궁궐지에 따르면 조선 숙종 33년(1707)에 이곳에 택수재(澤水齋)를 지었는데, 정조 때에 이를 고쳐 짓고 이름을 '부용정(芙蓉亭)'이라 바꾸었다고 한다. 《동국여지비고》에는 "주합루 남쪽 연못가에 있다. 연못 안에 채색하고 비단 돛을 단 배가 있어, 정조 임금께서 꽃을 감상하고 고기를 낚던 곳이다"라고 하여 이곳에서 왕이 과거에 급제한 이들에게 주연을 베풀고 축하해 주기도 했으며, 신하들과 어울려 꽃을 즐기고 시를 읊기도 하였는데, 1795년 수원 화성을 다녀온 정조가 신하들과 낚시를 즐겼다고 전한다. 기둥에는 이곳의 풍광을 읊은 시를 적은 주련(柱聯) 10개가 걸려 있다.
부용정의 평면은 정면 5칸, 측면 4칸, 배면 3칸의 누각으로 연못 남쪽 위에서 봤을 때 열 십(十)자 모양을 기본으로 구성되었으며, 남동과 남서쪽에 반칸을 덧대서 소통을 원활히 하였다. 남북 중심축을 기준으로 할 때 동쪽과 서쪽이 좌우대칭이다. 연못 안에 2개의 팔각 석주를 세운 다음 그 위에 가느다란 원기둥을 세우고 건물의 비례에 맞게 앙증맞은 2익공(二翼工)공포를 짜 올렸다. 정자 안은 네 개의 방을 배치했는데, 배면의 방이 다른 방들보다 한 단계 높다. 지붕은 겹처마 팔작지붕의 단층이다.
외관을 보면 북쪽은 간결하고 남쪽은 화려한 형식을 취하고 있어 보는 위치에 따라 다양한 형태가 나타나며, 풍부한 형태미를 강조하기 위해서 난간과 창호도 위치에 따라 다양한 형식을 취하고 있다.
난간은 평난간과 계자난간(鷄子欄干)을 두었는데, 특히 북쪽 연못 부분의 난간은 다른 곳보다 한 단 높게 하여 변화를 주었다.
창호를 보면 외부 창은 연못으로 내민 부분에만 亞자살문을 달고, 그 밖의 다른 곳은 모두 띠살문으로 하였으며, 들쇠에 매달면 사방으로 트이게 되는 구조를 가지고 있다. 내부에는 정자살문과 팔각형 교살창을 낸 불발기창을 두어 안팎 공간의 구분을 분명하게 하였다.

## 지정 가치
부용정은 창덕궁 후원 초입에 천원지방의 조형원리에 따라 조성한 대표적 연못인 부용지에 지은 마루식 정자로 연못에 인접하여 자연의 선경을 인공적으로 만들어, 풍류를 통해 수양을 하는 한국 정자건축의 대표적 작품이다.
열십(十)자 모양의 독특한 평면 형태, 공간구성, 건물의 장식 등이 뛰어난 비례와 대비로 건물의 아름다움의 극치를 보여주고 있는 건물로 역사적, 예술적, 건축적으로 보존가치가 높다.

## 같이 보기
- 창덕궁

## 참고 자료
- 창덕궁 부용정 - 국가유산청 국가유산포털